# Xerochlamys tampoketsensis
Xerochlamys tampoketsensis là một loài thực vật có hoa trong họ Sarcolaenaceae. Loài này được F.Gérard miêu tả khoa học đầu tiên năm 1915.